# Issoire (Vienne)
Die Issoire ist ein Fluss in Frankreich, der in der Region Nouvelle-Aquitaine verläuft. Sie entspringt im Gemeindegebiet von Blond, im gleichnamigen Bergmassiv Monts de Blond. Der Fluss entwässert anfangs Richtung Nord bis Nordwest, schlägt dann einen Bogen nach Südwest bis West und mündet nach insgesamt rund 46 Kilometern im Gemeindegebiet von Saint-Germain-de-Confolens als rechter Nebenfluss in die Vienne. In seinem Mündungsabschnitt wird die Issoire zu einem Stausee aufgestaut. Auf ihrem Weg durchquert der Fluss die Départements Département Haute-Vienne und Charente.

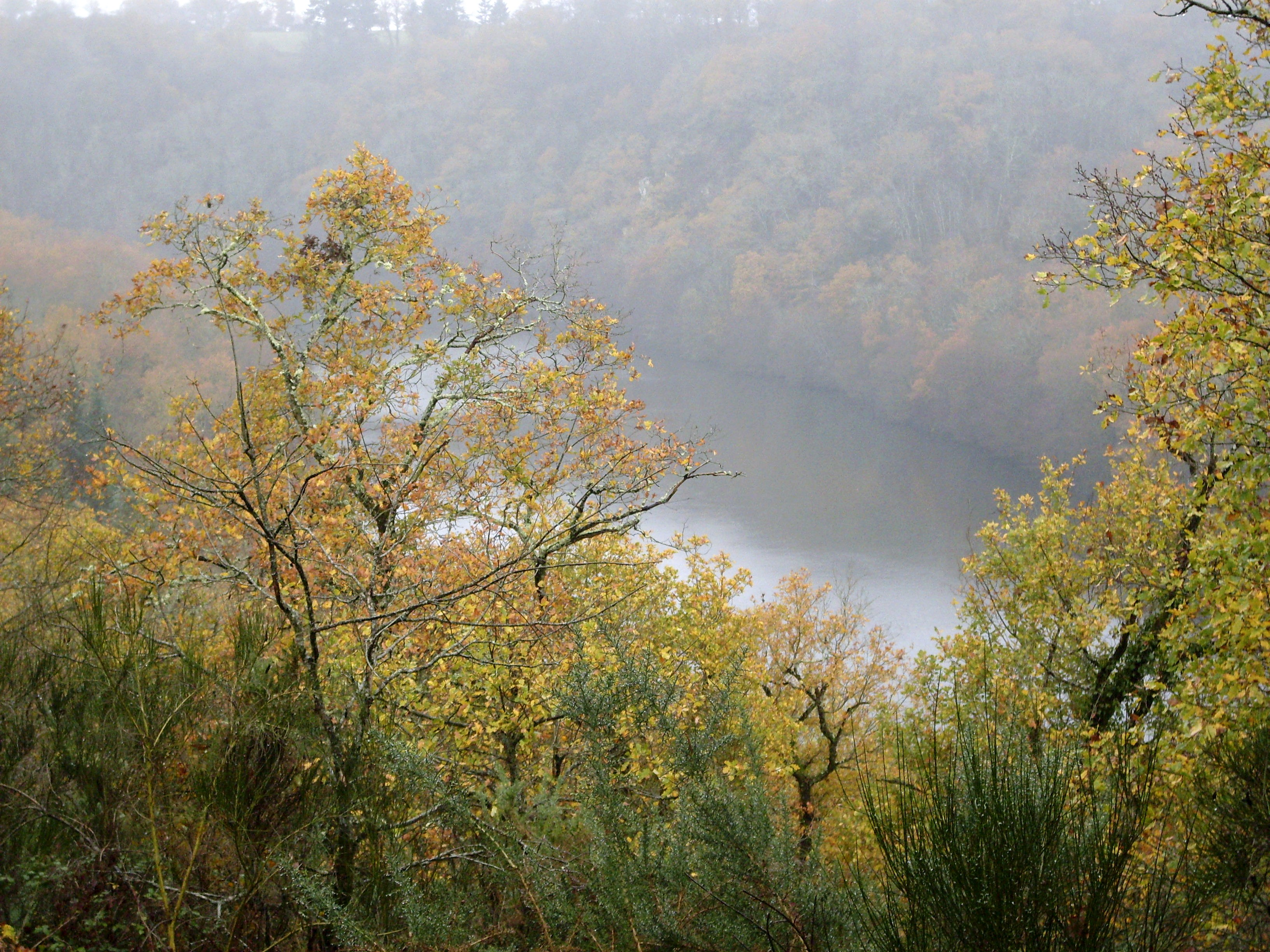
Der Stausee
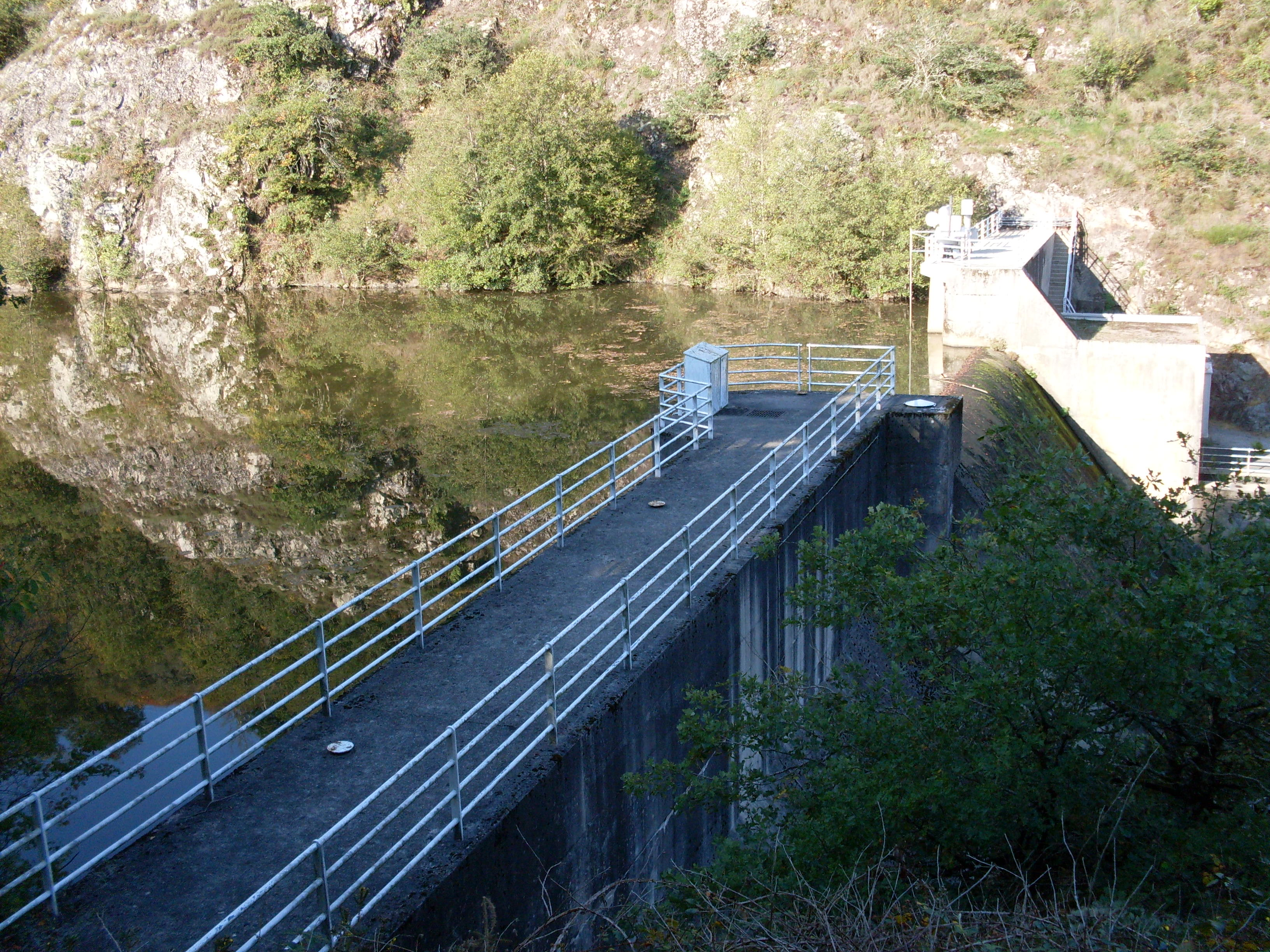
Staudamm

## Orte am Fluss
- Blond
- Mézières-sur-Issoire
- Brillac
- Saint-Germain-de-Confolens